# Patinete eléctrico

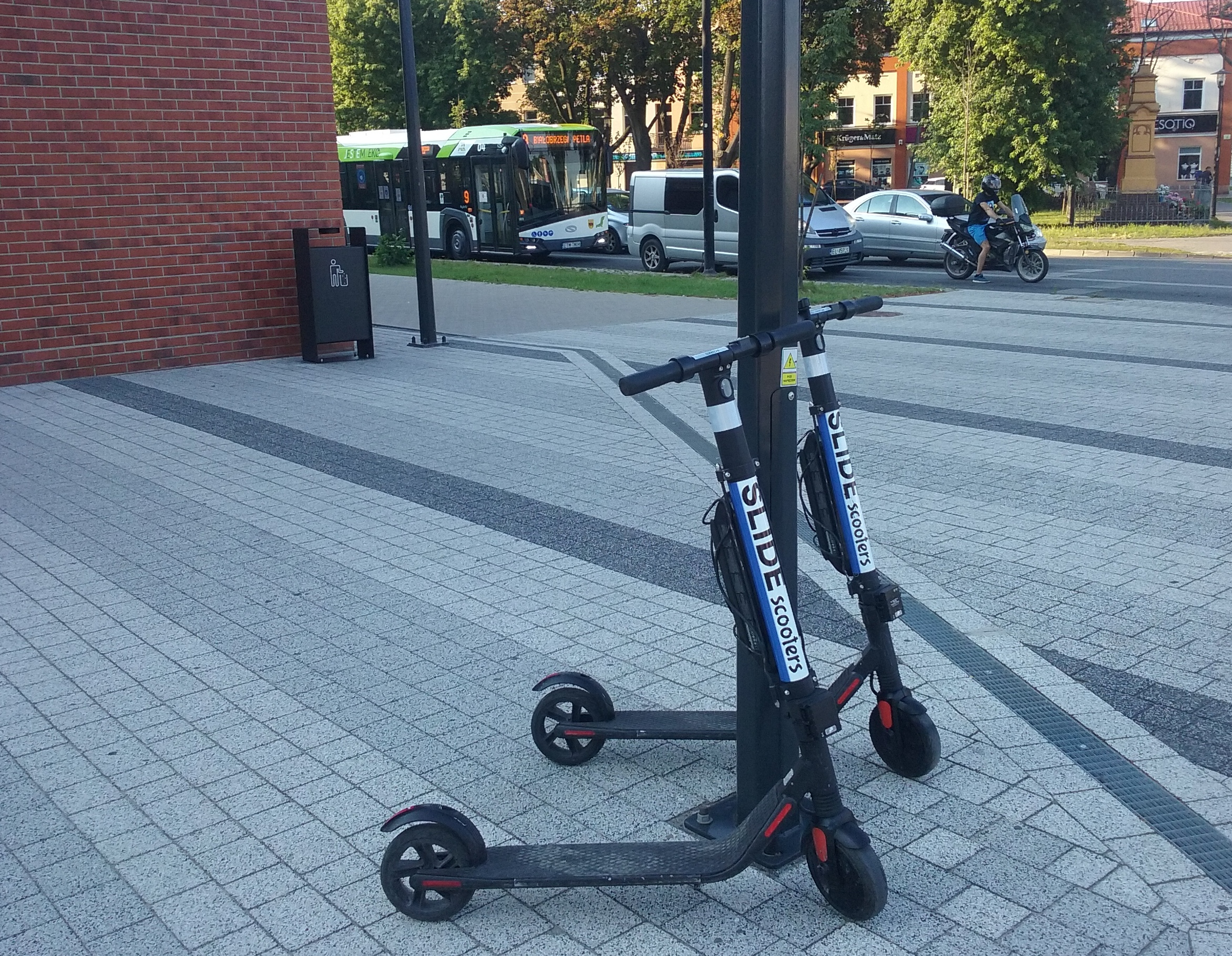
Patinetes eléctricos de ciudad en Tomaszów Mazowiecki (Polonia).

Un patinete eléctrico, monopatín eléctrico o escúter (del inglés scooter), es un patinete autopropulsado por un motor eléctrico. Este vehículo debe ser conducido por mayores de 12 años según la legislación de la ciudad de Madrid. Los patinetes eléctricos a veces se conocen como patinetes electrónicos. Sin embargo, no se deben confundir con los patinetes eléctricos que se conducen sentado, ya que estos se pueden catalogar como vehículo de movilidad. El término patinete puede ser engañoso, pues estos vehículos no se mueven impulsados por el pie, sino gracias al motor eléctrico. 
Los patinetes eléctrico se han vuelto cada vez más populares desde finales de la década de 2010, concretamente a partir de 2017-2018. La tendencia hacia la movilidad eléctrica observada en estos momentos muestra que, especialmente en las ciudades, muchas personas buscan para desplazarse una alternativa a un automóvil con motor de combustión interna. Los patinetes eléctricos permiten cubrir rápidamente distancias cortas, como por ejemplo desde el lugar de residencia hastuna estación de tren, un comercio, o el lugar de trabajo en algunos casos. Dentro de este contexto, se habla de desplazamiento de la última milla. Algunos modelos con mayor autonomía en la batería recorren medias distancias sin ningún problema.
Muchas ciudades, como París, Tel Aviv  o Viena esperan que el uso de los patinetes eléctricos alivie la situación del tráfico y la carencia de aparcamientos. Los argumentos a favor del scooter o patinete eléctrico más habituales son la versatilidad de la que gozan en cuanto a transporte y almacenaje, el ahorro de tiempo en trayectos urbanos, el ahorro económico o el factor medioambiental, ya que al ser un vehículo totalmente eléctrico no produce ninguna emisión de efecto invernadero. 
En España, la circulación de los patinetes eléctricos, al igual que otros vehículos de movilidad personal, está regulada por el Reglamento General de Circulación. Su circulación está prohibida por aceras y otras zonas peatonales. Igualmente está prohibido el uso en travesías, vías interurbanas, autopistas, autovías y túneles urbanos.

## Descripción
Un patinete eléctrico es un vehículo de dos  ruedas (a veces tres), entre las cuales hay una plataforma que sirve para sustentar al conductor. Por encima de la rueda de delante está el manillar, diseñado como un palo que sale del eje de giro de la rueda y acaba en forma de "T" en el extremo superior.

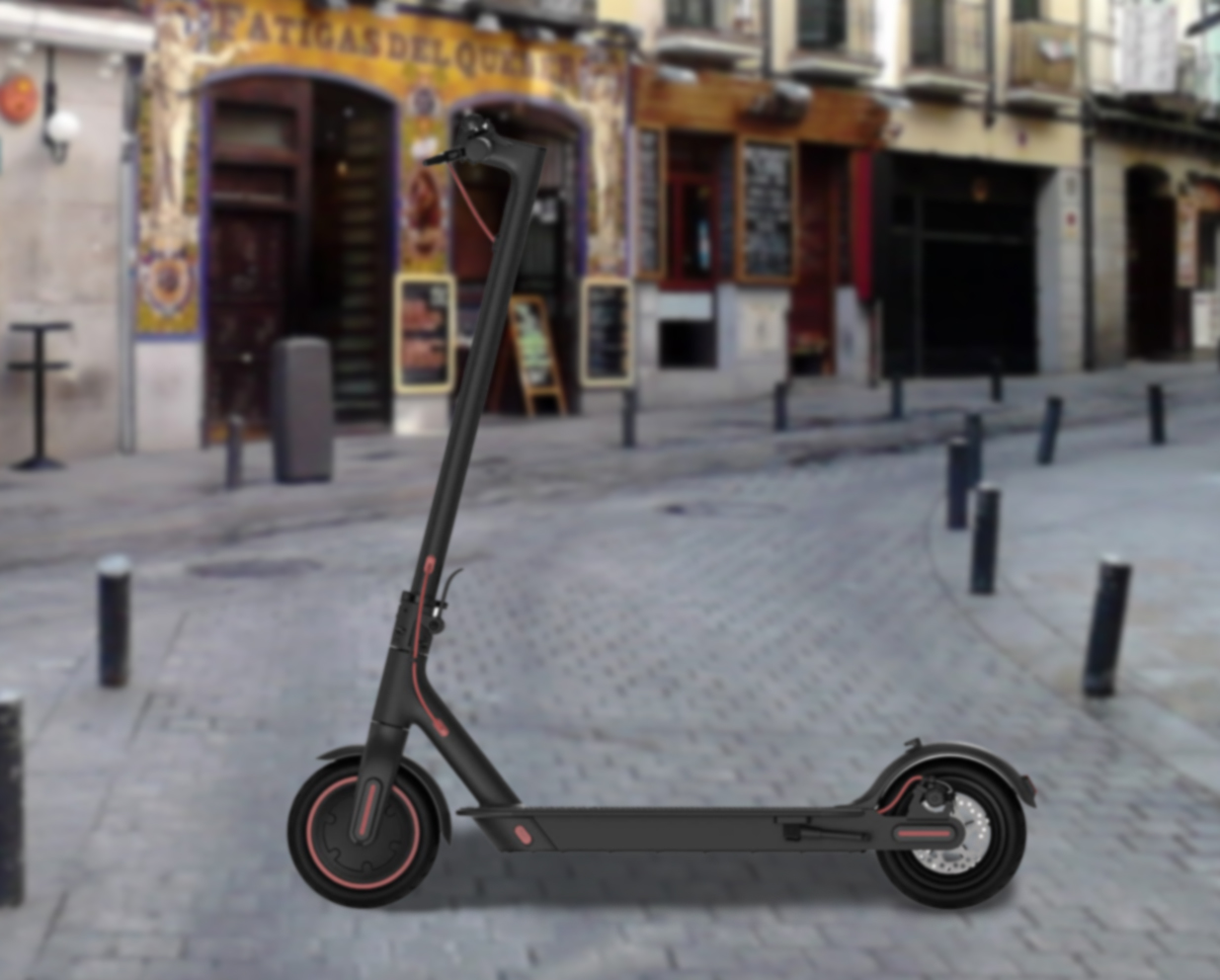
Un patinete eléctrico

## Historia
- 1938: El inventor francés Maurice Limelette y su hermano Albert fundaron SOCOVEL, una empresa de motocicletas eléctricas.
- 1941: Maurice comenzó a inventar y desarrollar su scooter eléctrico debido al racionamiento de gasolina durante la ocupación alemana. Su ligereza despertó el interés de las fuerzas alemanas. La empresa continuó produciendo y vendiendo bicicletas eléctricas hasta 1945.
- Merle Williams, de Long Beach, California, fabricó y vendió bicicletas eléctricas durante toda la Segunda Guerra Mundial con gran éxito. Finalmente, se asoció con un empresario local para formar Marketeer Company, hoy conocida como ParCar Corp.
- 1967: Karl Kordech, químico austriaco y uno de los coinventores de la batería alcalina, fabricó una motocicleta eléctrica híbrida con batería de níquel-cadmio y pila de combustible.
- 1967: El piloto estadounidense Floyd Clymer desarrolló la Papoose. Este fue el primer prototipo de bicicleta eléctrica de la marca Indian.
- 1975: Mike Corbin, piloto de carreras e innovador estadounidense, presentó la City Bike, una bicicleta eléctrica para uso urbano con baterías de plomo-ácido.
- 1996: La empresa francesa Peugeot fue la primera en producir en masa un patinete eléctrico llamado ScootÉlec. Fue un gran éxito, aunque algo pesado, y las baterías de Ni-Cd que utilizaba no eran muy ecológicas.
- 2001: La empresa lanzó un modelo llamado "Hoverboard", con suspensión total en ambas ruedas.

## Neumáticos
Los patinetes eléctricos suelen estar equipados con dos neumáticos, de entre 5 y 12 pulgadas de diámetro (de 12,5 a 30 cm). Hay tres categorías de neumáticos: 

### Ruedas de goma maciza
La mayoría de patinetes eléctricos disponibles en el mercado tienen neumáticos de goma maciza. La ventaja de los neumáticos de goma maciza es que no pueden pinchar y tienen una larga vida útil. Por otro lado, también son relativamente duros y no pueden absorber vibraciones, cuando el suelo no es lo suficientemente llano. 

### Llantas neumáticas
Neumáticos llenos de aire. Ofrecen un mayor confort de conducción, puesto que absorben mejor las vibraciones y los golpes que los neumáticos de goma sólida. Sin embargo, los neumáticos inflados también son más susceptibles a daños, como por ejemplo piedras afiladas u objetos con bordes agudos. 

### Ruedas con cámara de aire
Se trata de una mezcla de neumáticos de goma sólida y neumáticos con cámara de aire y también ofrece las ventajas de estas dos variantes de ruedas. El neumático está hecho de plástico. En el interior hay cámaras de aire individuales que proporcionan una mejor suspensión del neumático. A diferencia de los neumáticos puros, el aire no puede escapar de las cámaras individuales.

## Material y peso
Los patinetes eléctricos están hechos de plástico, acero, aluminio o carbono. Los modelos más ligeros pesan alrededor de 7 kg, los modelos más pesados pueden tener un peso superior a los 20 kg. Los patinetes para adultos suelen transportar a una persona de hasta 100 kg.

### Motor y batería
Los patinetes eléctricos están alimentados por un motor eléctrico.
La energía eléctrica del motor eléctrico es suministrada por una batería que se instala bajo la plataforma, en el manillar o en el área del neumático anterior. La mayoría de los modelos utilizan baterías de iones de litio y sus características vienen expresadas en voltios (habitualmente 48V) y en Amperios-hora (Ah), pudiéndose calcular el rendimiento en vatios/hora (Wh), multiplicando la tensión por los amperios/hora (Ah).
Por otro lado, y a modo de ejemplo, un patinete con una batería de 5 Ah se carga en unas 4-6 horas y puede tener una autonomía aproximada de 20 km.
Algunos modelos también ofrecen la opción de instalar una batería adicional o de poder intercambiar la batería de fábrica.

### Velocidad
La velocidad que puede alcanzar un patinete eléctrico depende en particular de la fuerza del motor eléctrico, del peso del conductor, de la pendiente y de las condiciones de la carretera. Por lo general la velocidad en terreno llano del patinete suele venir preestablecida de fábrica, para que alcance los 25 km/h. Algunos modelos pueden lograr una velocidad de hasta 50 km/h.
La edad de uso y velocidades está regulada por la legislación de cada país.

### Frenos
Los patinetes eléctricos suelen tener dos frenos independientes: por un lado, un freno eléctrico en la rueda delantera y, aparte, un freno mecánico. Como sistemas de frenos se utilizan frenos de disco o frenos de tambor. Los modelos de gama alta, llevan un freno llamado regenerativo o freno de recuperación: este freno tiene la ventaja de recuperar la energía durante cada proceso de frenada y, por lo tanto, recarga la batería una y otra vez. Con este sistema, la carga de la batería dura más y garantiza una autonomía más larga. Se habla en este contexto del sistema KERS (Kinetic Energy Recovery System), un tipo de frenada regenerativa desarrollado para la Fórmula 1.

## Clasificación legal
La clasificación legal de los patinetes eléctricos todavía no es clara en muchos países. En Alemania y Austria, la situación legal actual es la siguiente: 

### Alemania
En abril de 2019, los "vehículos de propulsión eléctrica sin asientos" se añadieron a la lista reguladora de vehículos a los que se permite circular por la calle. No obstante, la lista todavía no se ha presentado a la Cámara alta del Parlamento para que entre en vigor. 
La regulación distingue entre vehículos restringidos a 12 km / hora, autorizados a partir de 12 años y que pueden circular por las aceras, y los restringidos a 20 km / hora, restringidos a carriles bici y usuarios mayores de 14 años.

### Países Bajos
El uso de patinetes eléctricos sigue siendo ilegal después de un accidente mortal de un carro eléctrico en 2018.

### Francia
Francia solo permite las motos en las aceras si tienen una velocidad máxima de 6 km / h. Los que circulen hasta 25 km / h son relegados a los carriles bici. Los legisladores consideraron una nueva ley que obligase a los usuarios de patinetes a pasar más de 25 km / h para obtener una licencia de tipo A1, al igual que para las motocicletas pequeñas. El teniente de alcalde de París, Christophe Najdovski, presionó a la ministra de Transportes, Elisabeth Borne, para que se estableciera un marco más claro que diese a los municipios el poder de reforzar las normas en cuanto a la emisión de permisos y las autorizaciones para desplegar una flota de patinetes eléctricos a los operadores.
El diario francés Le Parisien publicó que en 2017 los patinetes eléctricos y los patines combinados habían causado 284 heridos y cinco muertos en Francia, un 23% más que el año anterior. La percepción de los patinetes eléctricos es que son rápidos, silenciosos y por lo tanto peligrosos, causando muchos accidentes y evidenciando la necesidad de legislar en este campo.

### Bélgica
Las normas de tráfico de Bélgica se actualizaron el 2007 para dar nuevos estados legales a los nuevos vehículos lentos, situándolos al mismo nivel que los peatones o las bicicletas, y limitando su velocidad a los 18 km / h. Actualmente, Bélgica está debatiendo una reforma que elevaría los límites de velocidad del patinete electrónico a 25 km / h.

### España
El papel recurrente de los patinetes en los accidentes de tráfico provocó un repunte normativo en España a partir de 2019. En 2018 se registraron 273 accidentes, tres de los cuales fueron mortales. Los legisladores españoles comenzaron a trabajar en un reglamento que prohibiese los patinetes en las aceras y que limitase su velocidad a 25 km / h.
El 4 de diciembre de 2019, la Dirección General de Tráfico (DGT) publicó una instrucción provisional para aclarar las normas de circulación de los vehículos de movilidad personal (VMP), entre ellos los patinetes eléctricos. Se establecieron las siguientes obligaciones y prohibiciones a nivel nacional:
Obligatorio
- Tener al menos 16 años[14] Someterse a las pruebas de alcohol y drogas.
- Alumbrado y prendas o elementos reflectantes.
- Uso de casco.

Prohibido
- Usar el teléfono.
- Circular por aceras y zonas peatonales.
- Viajar más de una persona por VMP.
- Utilizar auriculares o cascos.

El 2 de enero de 2021 se estableció un Real Decreto del Gobierno de España que regulaba las normas para los Vehículos de movilidad Personal

- Deben de ser de una sola plaza.
- Pueden tener una o dos ruedas
- No pueden superar la velocidad de 25 km/h
- Su motor debe ser eléctrico

El 12 de enero de 2022 se estableció un Real Decreto donde se regulaban nuevos cambios para los VMP:
- La necesidad de estar en posesión de un certificado de circulación, el cual sería gestionado por el fabricante ante la DGT.
- El dueño del patinete eléctrico debería llevar consigo la ficha técnica del patinete.

Sin embargo, esta nueva modificación del Reglamento General de Circulación no se hizo efectiva hasta enero de 2024, fecha hasta la cual, cualquier patinete eléctrico que se puso a la venta no debía llevar dicha documentación. Todos los modelos que se vendieron antes de esa fecha podían continuar circulando hasta enero de 2027, con las siguientes salvedades:
- A partir del 22 de enero de 2024, todos los VMP se venderán con su ficha técnica y certificado de circulación correspondientes.[19]
- A partir del 22 de enero de 2027, solo podrán circular aquellos patinetes eléctricos que cumplan con lo citado en dicho decreto.

En 2024 la DGT publicó la lista de patinetes eléctricos homologados con certificado que podían comercializarse a partir del 22 de enero del mismo año.
El 28 de mayo de 2024 el Consejo de Ministros aprobó un proyecto de ley por el que los patinetes eléctricos pasarán a considerarse como vehículos personales ligeros, estando obligados a contar con un regístro único antes del 2 de enero de 2024 y contar con un seguro de responsabilidad civil. Este proyecto todavía debe de aprobarse por el Congreso y deberá de contar con un reglamento anexo.
Así mismo en el Proyecto de Ley se englobará a los patinetes eléctricos en una nueva tipología, la de Vehículo Personal Ligero cuyas características son la de no pesar más de 25 kg y no superar la velocidad de 25 km/h

## Reglamentación
Independientemente de las otras disposiciones legales, un patinete eléctrico tiene que tener unas características mínimas de seguridad, es decir:

- Reflectores a los lados, anteriores y posteriores;
- Dos dispositivos de frenado independientes (p.e.: freno eléctrico y freno mecánico);
- Si lleva un faro, se puede utilizar;
- Dispositivo de aviso para señales de alerta acústica (campana, timbre);
- Las señales de giro no son absolutamente necesarias.
- La pantalla tiene que mostrar obligatoriamente la velocidad y la batería.
- Se establece en 203.2 mm el diámetro mínimo establecido de las ruedas y tienen que ser de superficie rugosa para que permita la adherencia al terreno. No se permitirá la utilización de neumático liso.
- Placa metálica para identificar el patinete: Todos los VMP deberán disponer de un marcaje de fábrica único, permanente, legible y ubicado de forma claramente visible con información sobre la velocidad máxima, el número de serie, el número de certificado, el año de construcción y la marca y modelo. Los VMP deberán llevar en la parte trasera del mismo un espacio para llevar una identificación o etiqueta de registro.
- Aparcamiento: Sistema de estabilización a la hora de aparcar. Con el objetivo de evitar los patinetes caídos en medio de las calles, se ha establecido la obligatoriedad para los VMP con menos de 3 ruedas de disponer de un sistema de estabilización consistente en una pata de cabra lateral o caballete central mientras están aparcados.

## Patinetes de alquiler
Los sistemas de compartición de patinetes electrónicos funcionan de forma que se puede utilizar una aplicación para localizar los patinetes eléctricos de una compañía determinada y, a continuación, se pueden usar por un tiempo limitado. El pago se hace con tarjeta de crédito por cada minuto gastado y/o por ruta. En las grandes ciudades de Estados Unidos como San Francisco, Washington D. C. o Las Vegas, los patinetes eléctricos ya se han integrado en el paisaje urbano con las empresas Bird y Lime, que se dedican al alquiler de patinetes electrónicos. Si quieres ampliar la información acerca de cual patinete es el adecuado para ti, puedes consular la información en la web de los patinetes eléctricos.
Aun así, su sostenibilidad es controvertida, puesto que a menudo estos vehículos no están diseñados para que tengan una vida útil larga. Un estudio publicado por la Universidad Estatal de Carolina del Norte sugiere que los patinetes eléctricos de intercambio pueden generar más contaminación por individuo que un viaje en autobús. Sin embargo el estudio se refiere exclusivamente a patinetes eléctricos de intercambio, por lo cual ha generado polémica dando lugar a titulares de prensa controvertidos.